# P.S.@【ぴ〜えす】
『P.S.@【ぴ〜えす】』（ぴーえす）は、1998年12月17日にURANから発売されたアダルトゲーム。P.S.シリーズの初作。
本作は、プレイヤーが「P.S.サイト」という異常性癖を持つ女性たちが告白を投稿するウェブサイトの管理人として、利用者たちの性癖を目覚めさせ、性奴隷に仕立て上げるという内容である。
プレイヤーと利用者とのやり取りはメールで行われており、メールの中で選択肢を選ぶ仕組みとなっている。

## 登場人物

### ヒロイン
純
声：横手久美子
本作のメインヒロイン。
葵
声：須本綾奈
薫
声：藤村美樹
桜
声：石川乃奈
茜
声：神村ひな
遙
声：紫苑みやび

## スタッフ
- 原作・脚本：日高豊
- 監督・总指揮：日高豊
- プロデューサー：村上恒一、下山智史
- ゲームデザイン：下田晋一朗（TOM）
- 音楽：石上智明、間瀬憲治
- キャラクターデザイン・原画・作画監督：臼田美夫
- 美术監督：宮前光春
- CG監督：小森（SAMU）隆之
- 色彩設計：川村香
- 録音スタジオ：Studio 02
- 协力：賢プロダクション、アトリエピーチ

## 主題歌
エンディング「P.S.」
歌：横手久美子 / 作詞：日高豊 / 作曲＆編曲：間瀬憲治

## 関連作品
- P.S.2〜真実の扉〜
- P.S.3〜ハーレムナイト〜